# 中川広
中川 広（なかがわ ひろし、1888年（明治21年）1月31日 - 1954年（昭和29年）10月31日）は、日本の陸軍軍人。最終階級は陸軍中将。

## 経歴
兵庫県出身。1910年（明治43年）5月、陸軍士官学校（22期）を卒業。同年12月、歩兵少尉に任官し。1917年（大正6年）11月、陸軍大学校（29期）を卒業した。
1934年（昭和9年）8月、歩兵大佐に昇進し歩兵第70連隊長に就任。1936年（昭和11年）8月、第9師団参謀長に異動。日中戦争に出征し、第二次上海事変、南京攻略戦、徐州会戦に参加。1938年（昭和13年）3月、陸軍少将に進級し歩兵第2旅団長となる。1939年（昭和14年）8月、留守第3師団司令部付に転ずる。
1940年（昭和15年）8月、台湾混成旅団長に就任し中国に出征。同年12月、陸軍中将に進み、台湾混成旅団を改編し新設された第48師団長に親補された。1941年（昭和16年）8月、第48師団は台湾軍隷下となり台湾に帰還。1941年（昭和16年）9月、太平洋戦争の前に予備役編入となった。
1947年（昭和22年）11月28日、公職追放仮指定を受けた。

## 栄典
- 1911年（明治44年）3月10日 - 正八位[2]
- 1914年（大正3年）2月10日 - 従七位[3]
- 1919年（大正8年）3月20日 - 正七位[4]
- 1924年（大正13年）5月15日 - 従六位[5]